# O Paraíso
O Paraíso è il quinto album in studio del gruppo Madredeus, pubblicato nel 1997.

## Tracce
1. Haja O Que Houver – 4:30
2. Os Dias São Á Noite – 4:31
3. A Tempestade – 5:14
4. A Andorinha da Primavera – 3:04
5. Claridade – 5:25
6. A Praia Do Mar – 3:25
7. O Fim da Estrada – 3:53
8. Agora – 9:23
9. A Margem – 4:43
10. Carta Para Ti – 3:49
11. Coisas Pequenas – 5:25
12. Não Muito Distante – 4:10
13. O Sonho – 5:07
14. O Paraíso – 6:49

## Formazione
- Teresa Salgueiro - voce
- José Peixoto - chitarra, chitarra classica
- Pedro Ayres Magalhães - chitarra, chitarra classica
- Fernando Judice - basso
- Carlos Maria Trindade - sintetizzatore, tastiere